# Laurent Jorio
Laurent Jorio (Bouaké, 1973) è un medaglista francese.

## Biografia
Nato in Costa d'Avorio nel 1973, ha svolto i suoi studi in comunicazione visuale alla Créapole di Parigi.
Nel 1999 ha disegnato le monete da 10, 20 e 50 centesimi di euro delle monete euro francesi con la Seminatrice.